# Simona Pop
Simona Pop (nacida como Simona Deac, Satu Mare, 25 de diciembre de 1988) es una deportista rumana que compite en esgrima, especialista en la modalidad de espada.
Participó en los Juegos Olímpicos de Río de Janeiro 2016, obteniendo una medalla de oro en la prueba por equipos (junto con Simona Gherman, Ana Maria Popescu y Loredana Dinu). En los Juegos Europeos de Bakú 2015 obtuvo una medalla de oro en la prueba por equipos. 
Ganó dos medallas en el Campeonato Mundial de Esgrima, plata en 2015 y bronce en 2013, y cinco medallas en el Campeonato Europeo de Esgrima entre los años 2013 y 2016.

## Palmarés internacional
| Juegos Olímpicos   | Juegos Olímpicos        | Juegos Olímpicos  | Juegos Olímpicos   |
| Año                | Lugar                   | Medalla           | Prueba             |
| ------------------ | ----------------------- | ----------------- | ------------------ |
| 2016               | Río de Janeiro (Brasil) | Medalla de oro    | Espada por equipos |
| Campeonato Mundial |                         |                   |                    |
| Año                | Lugar                   | Medalla           | Prueba             |
| 2013               | Budapest (Hungría)      | Medalla de bronce | Espada por equipos |
| 2015               | Moscú (Rusia)           | Medalla de plata  | Espada por equipos |
| Juegos Europeos    |                         |                   |                    |
| Año                | Lugar                   | Medalla           | Prueba             |
| 2015               | Bakú (Azerbaiyán)       | Medalla de oro    | Espada por equipos |
| Campeonato Europeo |                         |                   |                    |
| Año                | Lugar                   | Medalla           | Prueba             |
| 2013               | Zagreb (Croacia)        | Medalla de plata  | Espada por equipos |
| 2014               | Estrasburgo (Francia)   | Medalla de oro    | Espada por equipos |
| 2015               | Montreux (Suiza)        | Medalla de oro    | Espada por equipos |
| 2015               | Montreux (Suiza)        | Medalla de bronce | Espada individual  |
| 2016               | Toruń (Polonia)         | Medalla de bronce | Espada por equipos |